# Höfke
Höfke (Limburgs: Höfke) is een buurtschap ten zuidwesten van Mechelen in de gemeente Gulpen-Wittem in de Nederlandse provincie Limburg. De buurtschap ligt aan de gelijknamige weg bij de rivier de Geul. Aan de noordkant stroomt de Landeus en ten oosten monden de Schaeberggrub en Theunisbron uit in de Geul. Höfke ligt aan het onderste uiteinde van de heuvelrug Schweiberg die vanaf daar in zuidwestelijke richting oploopt via Schweiberg naar Eperheide.
In Höfke staan verschillende achttiende-eeuwse vakwerkboerderijen en –huizen. Aan de Geul staat een oude watermolen, de Bovenste Molen, die eigendom is van de Vereniging Natuurmonumenten. De Onderste Molen staat in Overgeul bij Mechelen. De buurtschap is samen met Schweiberg een beschermd dorpsgezicht met een oostelijk en een westelijk deel. Het natuurgebied 't Höfke bestaat uit hellingen met kalkgraslanden.
In Höfke staat ook het Mariabeeld van de hand van Charles Vos.

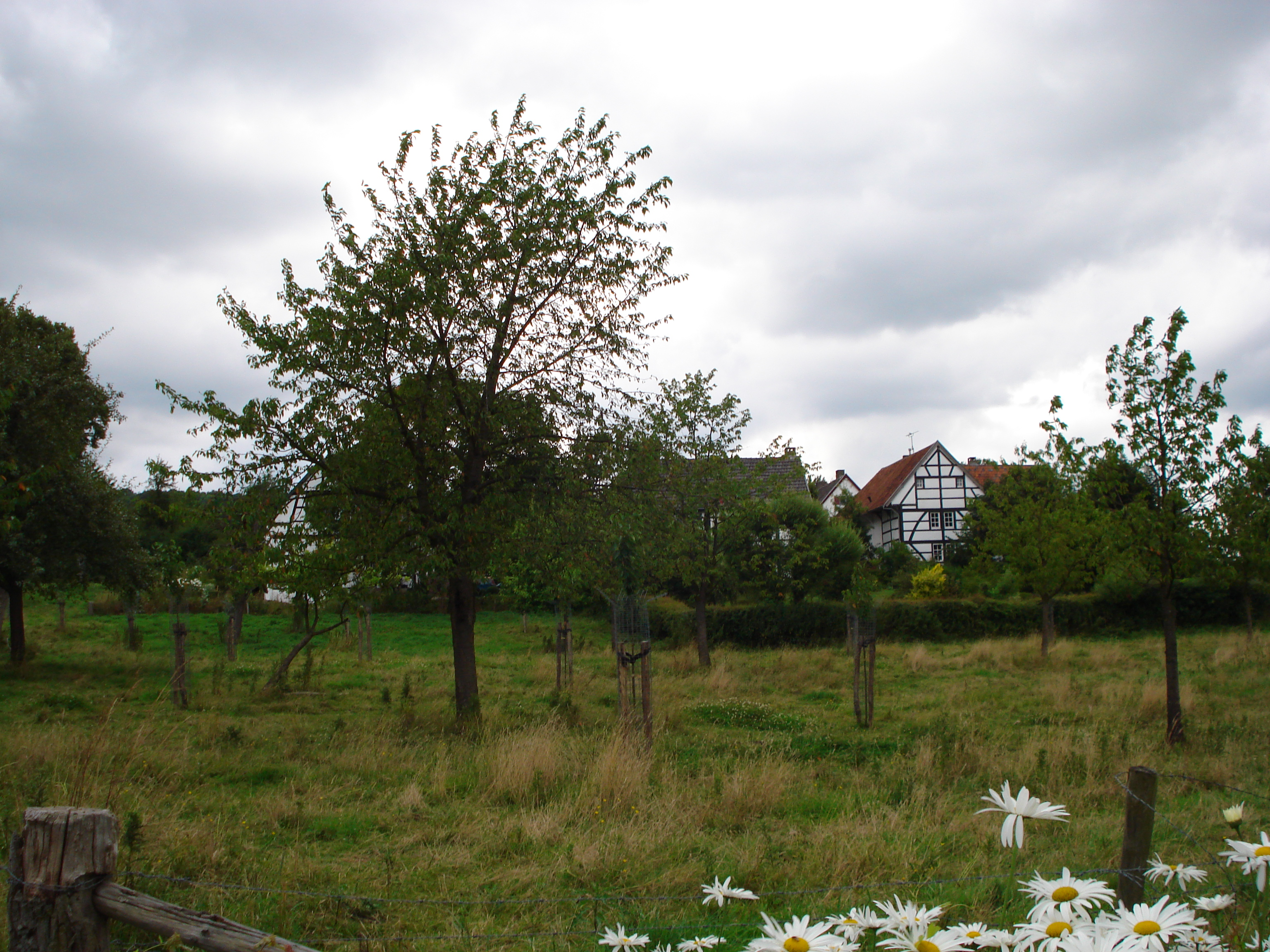
Höfke
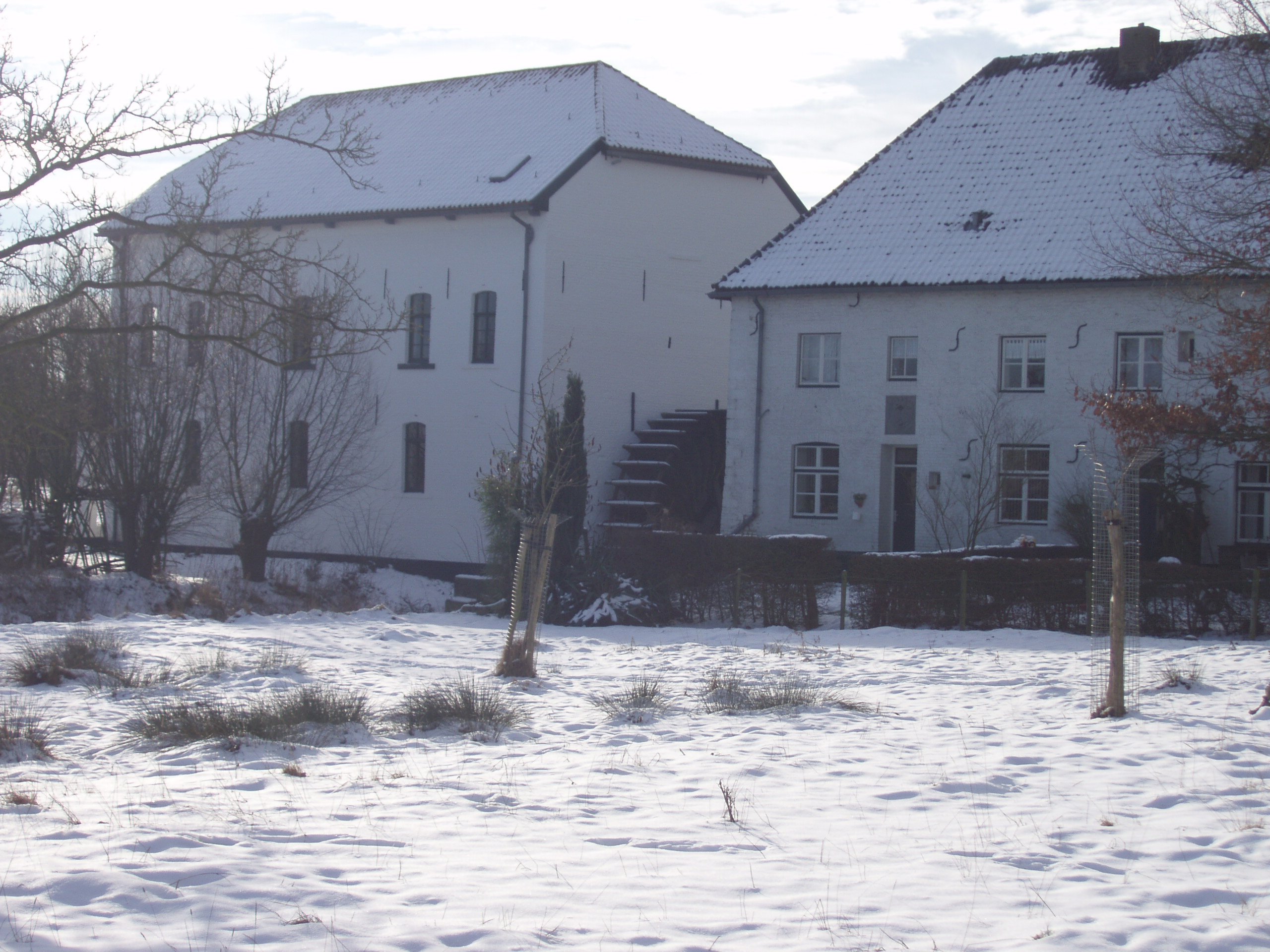
Bovenste Molen
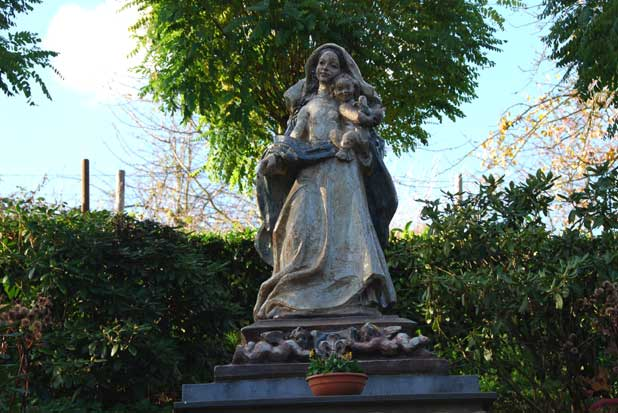
Mariabeeld bij een holle weg in Höfke

## Vakwerkboerderijen in Höfke
In Höfke staan vier achttiende-eeuwse vakwerkboerderijen en –huizen die tevens rijksmonument zijn.

De vier vakwerkgebouwen van Höfke
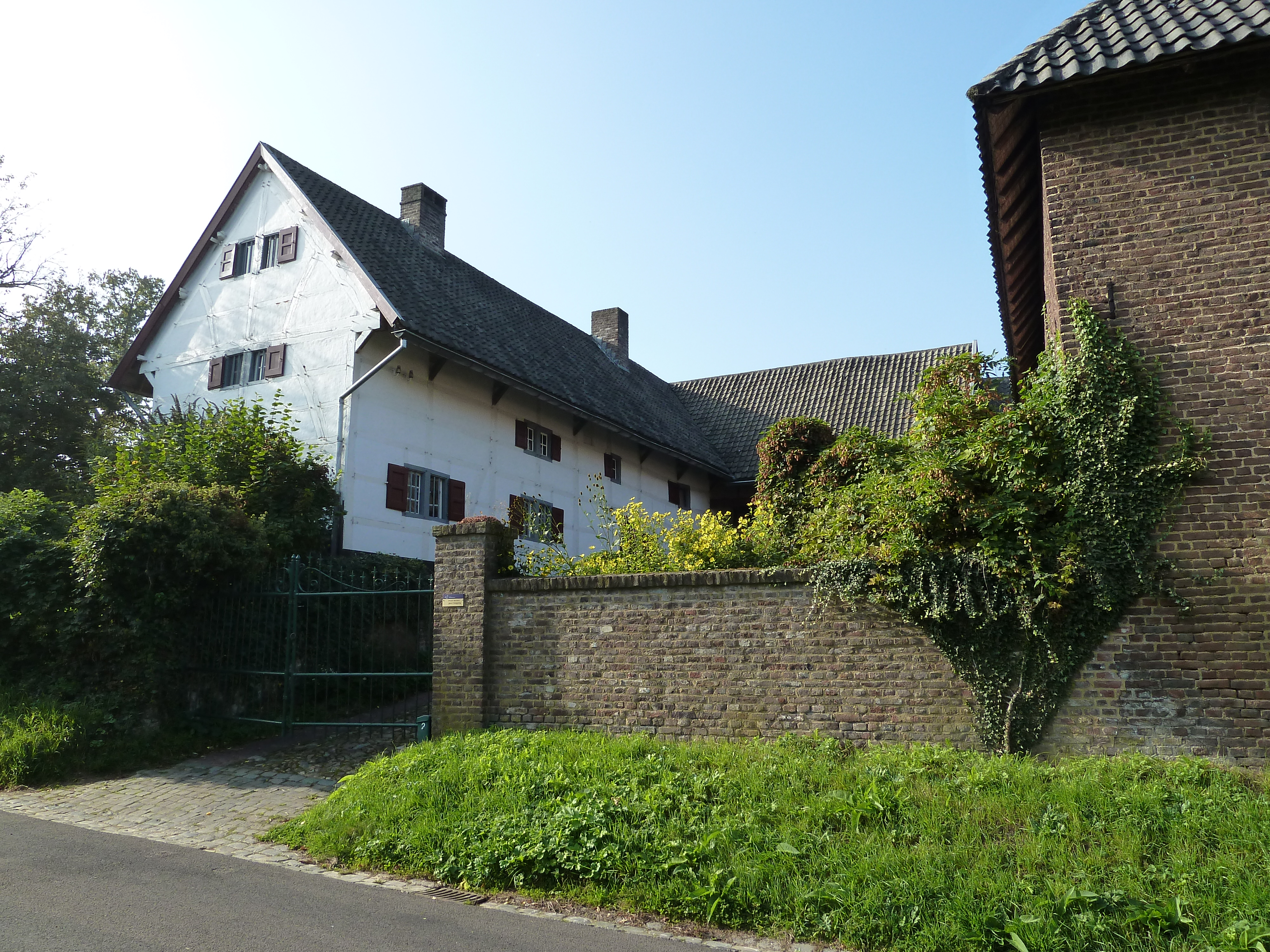
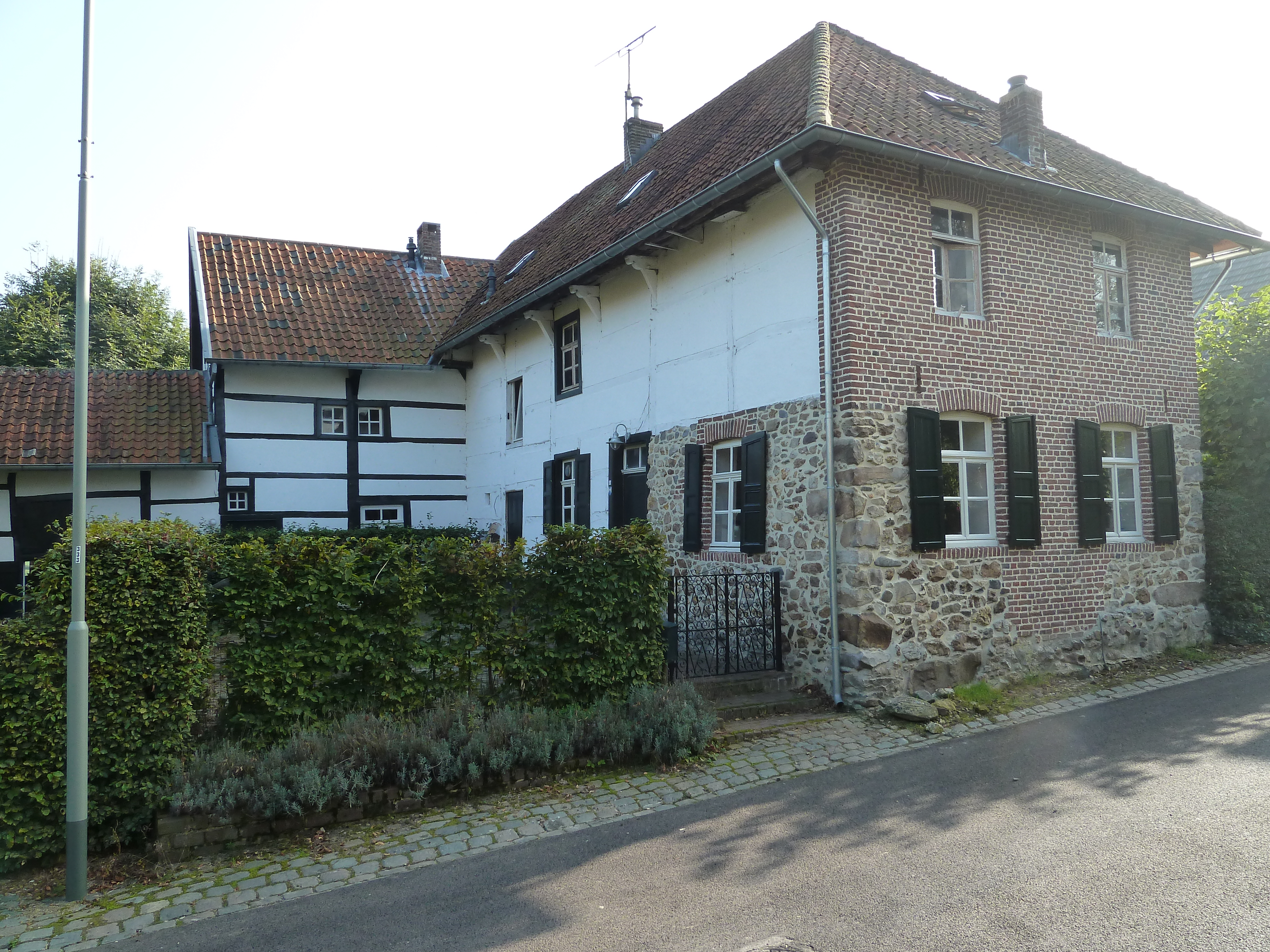
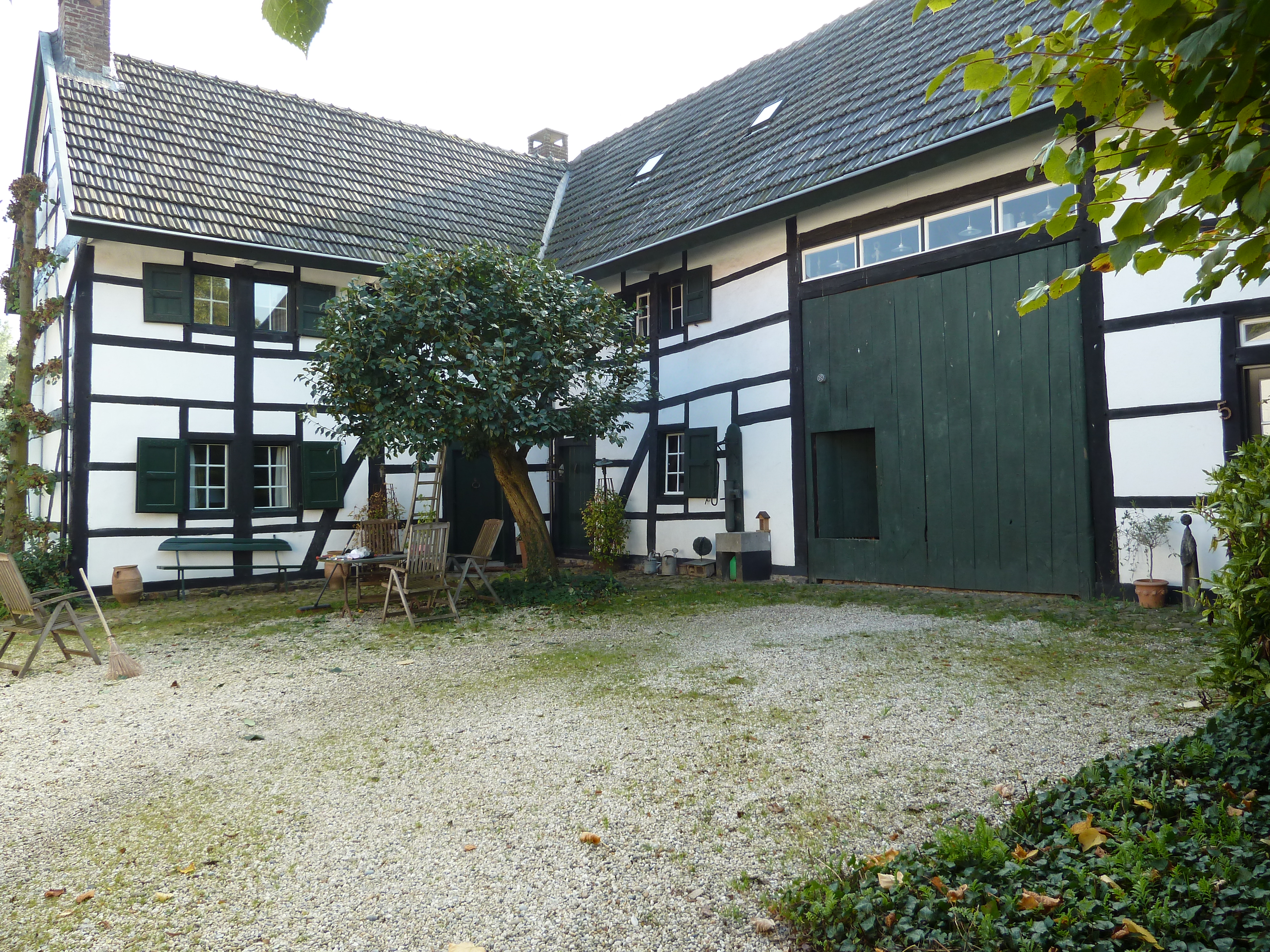
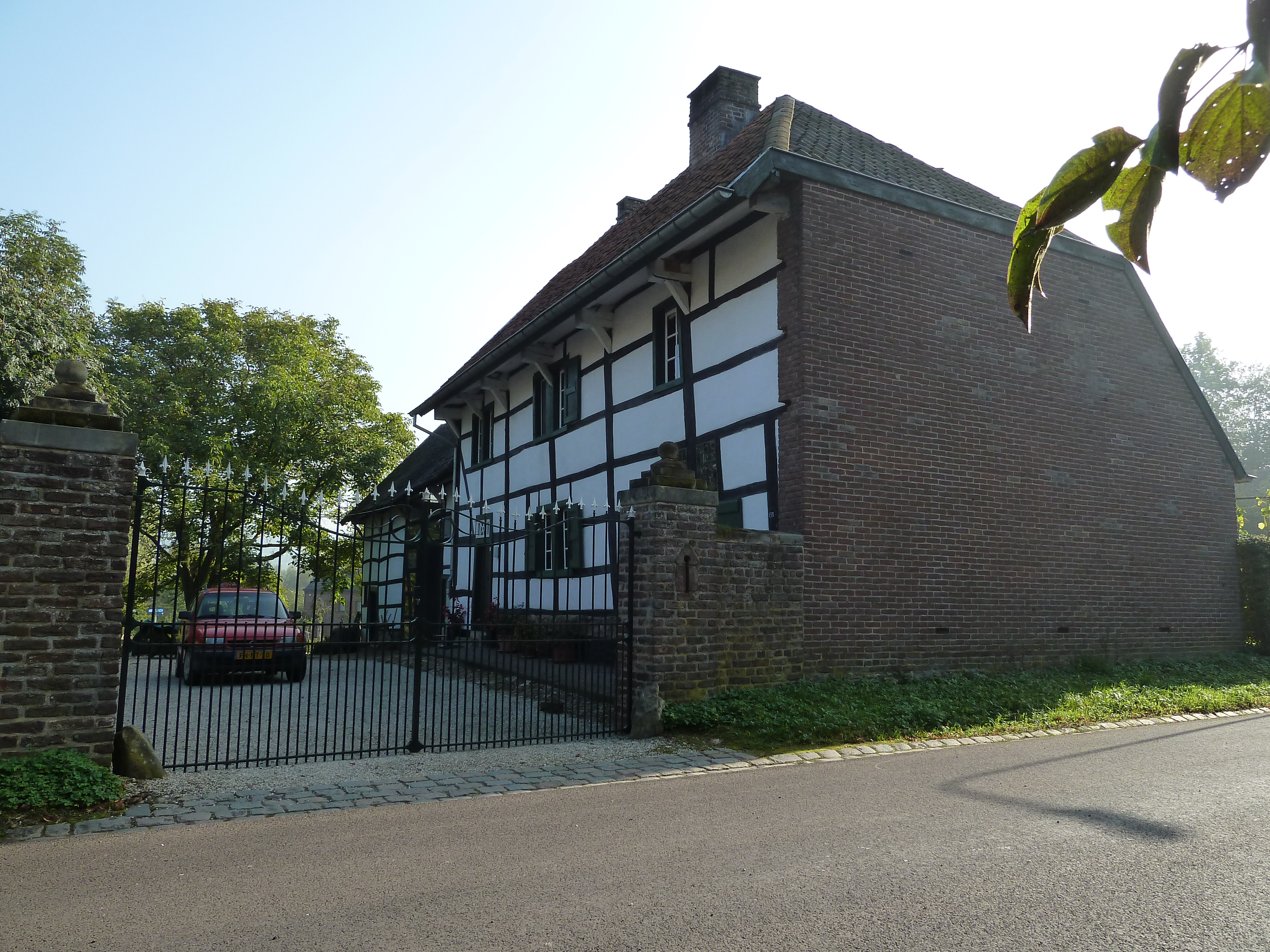